# Mr. Brooks
A Mr. Brooks (eredeti cím: Mr. Brooks) 2007-ben bemutatott amerikai thriller, bűnügyi dráma Kevin Costner, Demi Moore és William Hurt főszereplésével.
Észak-Amerikában 2007. június 1-jén került a mozikba, Magyarországon szeptember 27-én mutatták be.

## Cselekmény
|  | Alább a cselekmény részletei következnek! |

Earl Brooks elismert üzletember és példás családapa, akit a Portlandi Kereskedelmi Kamara az Év Embere díjjal tüntet ki. Earl titokban a gyilkolás rabja, amit csupán az élvezetért és az izgalomért űz. Elméje ezen sötét oldalának kivetülése alteregója, akit Marshallnak hív. Immáron két éve sikerült fékeznie magát, ám Marshall meggyőzi róla, hogy öljön meg egy táncospárt otthonukban. Earl a megszokott precíz módon felderíti a terepet, megtervezi és végrehajtja brutális tettét, megszabadul a bizonyítékoktól, minden nyomot eltakarít maga után, de mégis elkövet egy fatális hibát: rájön, hogy az áldozatokat nyitott függönynél lőtte le.
Másnap lánya, Jane hazaérkezik, miután otthagyta a főiskolát. Felfedi, hogy terhes, ám Earl érzi, valami komolyabbat, rosszabbat titkol. Ami azonban nagyobb nyomást gyakorol rá, az Mr. Smith feltűnése – egy leskelődőé, aki a meggyilkolt párt fotózta szeretkezés közben a szemközti lakóházból, éppen miután Earl megölte őket, s a képeken Earl is látszik, amint utólag behúzza a függönyt. Smith követelése az, hogy Earl vigye magával a következő alkalommal, s Mr. Brooks beleegyezik, azonban napokon át tologatja a gyilkosságot (azt tervezi, hogy végez Smith-szel), a halogatás nem tetszik Smithnek.
Eközben Tracy Atwood nyomozó rááll az „Ujjlenyomatos gyilkos” ügyére, s hamar az egyik szomszéd, Mr. Smith (akinek valódi neve Bafford) iránt kezd érdeklődni; úgy érzi, a férfi rejteget valamit. Atwoodnak meg kell küzdenie saját problémáival is, arcátlan exférje csillagászati összeget követel tőle a válóperben; egy Meeks nevű, általa lesittelt sorozatgyilkos pedig megszökött a börtönből, s most rá vadászik. Meg is támadja az utcán, és elrabolja egy furgonnal, de Atwoodnak sikerül megúsznia az incidenst komolyabb sérülés nélkül.
Nyomozók érkeznek Earl házához, ám nem őt keresik. A lányával akarnak beszélni, aki hirtelen hagyta ott az iskolát, miután egy diákot baltával meggyilkoltak. Jane ártatlannak vallja magát a kihallgatás során. Earl előtt világossá válik, hogy lánya bűnös, s ugyanaz a függőség kerítette hatalmába, aminek ő is rabja. Kétségbe ejti a felismerés, s hogy megmentse őt, álruhában elrepül a főiskola campusához, s lemásolja a baltás gyilkosságot, hogy úgy tűnjön, egy sorozatgyilkos a felelős, nem Jane. A trükk beválik. Earlnek és Marshallnak azonban a másik problémával, Mr. Smithszel is kezdenie kell valamit, s kiderítenek egy s mást az utánuk nyomozó detektívről, Atwoodról is.
Earl újraértékeli életét, s olyan döntést hoz, ami feldühíti Marshallt: a legjobb, ha megöleti magát. Terve az, hogy elviszi Mr. Smith-t egy gyilkosságra, ahogy ígérte, majd reményei szerint Smithnek utána megnő az önbizalma, s megkísérel végezni vele. Atwood házkutatási engedélyt szerez Mr. Smith lakásához, mivel úgy hiszi, ő az „Ujjlenyomatos gyilkos”. A lakást azonban üresen találja, csupán egy címre bukkan, ahová a bútorokat szállították. Követi a nyomot, de megdöbbenésére az épület Meeks búvóhelye. A tűzpárbaj során a bűnözőt több lövés éri, így egyetlen kiútnak azt látja, ha végez nőjével és magával is.
A tervezett gyilkosság helyszínén kiderül, hogy Earl célpontja Atwood exférje és annak szeretője, aki egyben az ügyvédje is. Smith izgalmában maga alá vizel, Earl pedig kilép rejtekhelyéből és lelövi a párt. Ahogy tervezte, Smith-t feldobta az ölés látványa, s pisztolyt szegez rá a kocsiban. A két férfi egy temetőbe megy, ahol Earl utasítja Smith-t, hogyan végezzen vele: egy kiásott sírba kell belelőnie, majd elföldelnie, amire aztán egy koporsó kerül, s így sosem találnak rá. Smith meghúzza a ravaszt, de a fegyver nem sül el. Earl elárulja, hogy megbuherálta a pisztolyt, arra az esetre, ha meggondolná magát haláláról. Smith kerül a sírba; a vizeletéből származó DNS-e a legutolsó gyilkosság helyszínén csak megerősíti Atwood gyanúját arról, hogy Smith a keresett elkövető. Earl volt az is, aki elvezette a nőt Meekshez. Felhívja Atwoodot egy elcsent mobilról, hogy megtudja tőle, miért lett zsaru annak ellenére, hogy apja rendkívül gazdag és befolyásos ember. A nő rájön, nem Bafforddal, azaz Smith-szel beszél, de nem tudja meg hívója személyazonosságát.
Mr. Brooks visszatér normális életéhez, s megesküszik Marshallnak, hogy abbahagyja a gyilkolászást. Újabb félelemmel kell azonban szembenéznie: gyilkolási vágya talán végül lányán teljesedik ki. Jóéjtpuszit ad Jane-nek, aki hirtelen egy ollóval nyakonszúrja, s érdeklődve végignézi, amint iszonyú kínok között elvérzik. Mr. Brooks felriad rémálmából, s elmormolja szokásos imáját.
|  | Itt a vége a cselekmény részletezésének! |

## Szereplők
| Szereplő             | Színész            | Magyar hang       |
| -------------------- | ------------------ | ----------------- |
| Mr. Earl Brooks      | Kevin Costner      | Kőszegi Ákos      |
| Tracy Atwood nyomozó | Demi Moore         | Nyakó Juli        |
| Mr. Smith            | Dane Cook          | Fekete Ernő       |
| Marshall             | William Hurt       | Haás Vander Péter |
| Emma Brooks          | Marg Helgenberger  | Incze Ildikó      |
| Jane Brooks          | Danielle Panabaker | Györfi Anna       |

## Fogadtatás
A Mr. Brooks megosztotta a kritikusokat. A Rotten Tomatoes oldalán 55%-os eredményt tudhat magáénak 153 vélemény alapján, azzal a végkövetkeztetéssel, hogy „a túl sok mellékszál miatt egyre abszurdabbá válik, ahogy a cselekmény halad előre.” Michael Booth a Denver Posttól azt írja, a „Mr. Brooksban több a tonális váltás, mint egy Philip Glass-koncerten, s sosem képes eldönteni, hogy most thriller, noir, vígjáték vagy farce.” Szintén a vélt műfaji zavarokra mutat rá az Entertainment Weekly munkatársa, mikor úgy nyilatkozik, a „Mr. Brooks ígéretesen indul, ám határozottan válik egyre hihetetlenebbé, s így lesz belőle az első feel-good sorozatgyilkosos film.”
A filmet keblükre ölelők között akadt, aki a színészi játékot tartotta a legerősebbnek. Az egyik kritikus szerint „Costner élete legjobb alakítását nyújtja! Intelligens, nagyszerű thriller fordulatokkal és perverz karakterekkel. Costner és Hurt szenzációs párost alkotnak.” Ezt a sort folytatja az Eclipse Magazine is: „Az utóbbi évtized nem volt kedves Costnerhez, de ezúttal visszatér formájához. Ez egy szép kis thriller, néhány jó – de nem meglepő fordulattal.” A Killer Movie Reviews munkatársa úgy foglalja össze a film lényegét, hogy „Egyesek szerint a morális relativizmus korában élünk, és az okos forgatókönyvet és közepes színészi játékokat felmutató MR. BROOKS egy csipetnyi szépen kiélezett iróniával mélyül el ezen felvetésben.”
A Rotten Tomatoes olvasói értékelése alapján a Mr. Brooks 75%-ot érdemelt ki, míg az IMDb-n hasonló, 7,4 csillagot ért el.

### Bevételek
Észak-Amerikában 2453 moziban mutatták be a filmet 2007. június 1-jén, s az első hétvégén 10 millió dollárt hozott, ami a negyedik helyhez volt elég a toplistán a második hete első A Karib-tenger kalózai: A világ végén, a szintén új belépő Felkoppintva és a Harmadik Shrek harmadik heti eredménye mögött. Második hetére a Mr. Brooks bevétele felét vesztette el, így 4,9 millióval a hetedik helyre csúszott. A 20 milliós költségvetésű film átlagos szereplését végül 28,5 millió dolláron zárta augusztus közepén.
A világ többi részén szerényen szerepelt az MGM produkciója. Ausztráliában és Németországban 1 millió dollár alatt hozott, míg az Egyesült Királyságban csak kevéssel teljesítette túl ezt az összeget. Világszerte 48 millió dolláros bevételt produkált.